# Tour de Limousin 2018
La 51.ª edición del Tour de Limousin (oficialmente: Tour du Limousin-Nouvelle Aquitaine) se celebró entre el 15 y el 18 de agosto de 2018 con inicio en la ciudad de Saint-Just-le-Martel y final en la ciudad de Limoges en Francia. El recorrido constó de un total de 4 etapas sobre una distancia total de 702,1 km.
La carrera hizo parte del circuito UCI Europe Tour 2018, dentro de la categoría 2.1, y fue ganada por el francés Nicolas Edet del Cofidis, Solutions Crédits. Completaron el podio, como segundo y tercer clasificado respectivamente, el italiano Marco Canola del Nippo-Vini Fantini-Europa Ovini y el también francés Anthony Roux del Groupama-FDJ.

## Equipos participantes
Tomarán la partida un total de 19 equipos, de los cuales 2 son de categoría UCI WorldTeam, 15 Profesional Continental y 2 Continental, quienes conformaron un pelotón de 133 ciclistas de los cuales terminaron 107. Los equipos participantes fueron:
| WorldTeams (2)- AG2R La Mondiale - Groupama-FDJ Equipos continentales profesionales (15)- Androni Giocattoli-Sidermec - Aqua Blue Sport - Bardiani CSF - Caja Rural-Seguros RGA - Cofidis, Solutions Crédits - Delko-Marseille Provence-KTM - Direct Énergie - Euskadi Basque Country-Murias - Fortuneo-Samsic - Gazprom-RusVelo - Nippo-Vini Fantini-Europa Ovini - Roompot-Nederlandse Loterij - Vital Concept - Wanty-Groupe Gobert - Wilier Triestina-Selle Italia Equipos continentales (2)- Roubaix Lille Métropole - Saint Michel-Auber 93 |
| |

## Recorrido
| Etapa     | Fecha     | Recorrido                                | type                   | Distancia (km) | Ganador         | Líder        |
| --------- | --------- | ---------------------------------------- | ---------------------- | -------------- | --------------- | ------------ |
| 1.ª etapa | 15 de ago | Saint-Just-le-Martel – Bonnat            | etapa escarpada        | 172,7          | Anthony Roux    | Anthony Roux |
| 2.ª etapa | 16 de ago | Base départementale de Rouffiac – Grèzes | etapa de media montaña | 176,7          | Luca Wackermann | Anthony Roux |
| 3.ª etapa | 17 de ago | Égletons – Uzerche                       | etapa de media montaña | 190,1          | Nicolas Edet    | Nicolas Edet |
| 4.ª etapa | 18 de ago | Bellac – Limoges                         | etapa escarpada        | 162,6          | Lorrenzo Manzin | Nicolas Edet |

## Desarrollo de la carrera

### 1.ª etapa
| Saint-Just-le-Martel - Bonnat | etapa escarpada | (172,7 km) |

| \| Clasificación de la etapa \| Clasificación de la etapa \| Clasificación de la etapa \| Clasificación de la etapa \| Clasificación de la etapa \| \| Ciclista \| Ciclista \| Equipo \| Tiempo \| \| \| ------------------------- \| ------------------------- \| ------------------------------- \| ------------------------- \| ------------------------- \| \| 1.º \| Anthony Roux \| Groupama-FDJ \| 4 h 24 min 36 s \| \| \| 2.º \| Francesco Gavazzi \| Androni Giocattoli-Sidermec \| + 0 s \| \| \| 3.º \| Jeroen Meijers \| Roompot-Nederlandse Loterij \| + 0 s \| \| \| 4.º \| Nicola Bagioli \| Nippo-Vini Fantini-Europa Ovini \| + 0 s \| \| \| 5.º \| Lilian Calmejane \| Direct Énergie \| + 0 s \| \| \| 6.º \| Jérémy Leveau \| Delko-Marseille Provence-KTM \| + 0 s \| \| \| 7.º \| Michel Kreder \| Aqua Blue Sport \| + 0 s \| \| \| 8.º \| Nicolas Edet \| Cofidis, Solutions Crédits \| + 0 s \| \| \| 9.º \| Eduard Prades \| Euskadi-Murias \| + 0 s \| \| \| 10.º \| Bryan Coquard \| Vital Concept \| + 0 s \| \| |                   |                                 |                 |
| |                   |                                 |                 |
| Fuente: ProCyclingStats |                   |                                 |                 |
| Clasificación de la etapa |                   |                                 |                 |
| Ciclista | Ciclista          | Equipo                          | Tiempo          |
| 1.º | Anthony Roux      | Groupama-FDJ                    | 4 h 24 min 36 s |
| 2.º | Francesco Gavazzi | Androni Giocattoli-Sidermec     | + 0 s           |
| 3.º | Jeroen Meijers    | Roompot-Nederlandse Loterij     | + 0 s           |
| 4.º | Nicola Bagioli    | Nippo-Vini Fantini-Europa Ovini | + 0 s           |
| 5.º | Lilian Calmejane  | Direct Énergie                  | + 0 s           |
| 6.º | Jérémy Leveau     | Delko-Marseille Provence-KTM    | + 0 s           |
| 7.º | Michel Kreder     | Aqua Blue Sport                 | + 0 s           |
| 8.º | Nicolas Edet      | Cofidis, Solutions Crédits      | + 0 s           |
| 9.º | Eduard Prades     | Euskadi-Murias                  | + 0 s           |
| 10.º | Bryan Coquard     | Vital Concept                   | + 0 s           |

| \| Clasificación general \| Clasificación general \| Clasificación general \| Clasificación general \| Clasificación general \| \| Ciclista \| Ciclista \| Equipo \| Tiempo \| \| \| --------------------- \| --------------------- \| ------------------------------- \| --------------------- \| --------------------- \| \| 1.º \| Anthony Roux \| Groupama-FDJ \| 4 h 24 min 36 s \| \| \| 2.º \| Francesco Gavazzi \| Androni Giocattoli-Sidermec \| + 2 s \| \| \| 3.º \| Jeroen Meijers \| Roompot-Nederlandse Loterij \| + 4 s \| \| \| 4.º \| Marco Canola \| Nippo-Vini Fantini-Europa Ovini \| + 7 s \| \| \| 5.º \| Benoît Cosnefroy \| AG2R La Mondiale \| + 9 s \| \| \| 6.º \| Nicola Bagioli \| Nippo-Vini Fantini-Europa Ovini \| + 10 s \| \| \| 7.º \| Lilian Calmejane \| Direct Énergie \| + 10 s \| \| \| 8.º \| Jérémy Leveau \| Delko-Marseille Provence-KTM \| + 10 s \| \| \| 9.º \| Michel Kreder \| Aqua Blue Sport \| + 10 s \| \| \| 10.º \| Nicolas Edet \| Cofidis, Solutions Crédits \| + 10 s \| \| |                   |                                 |                 |
| |                   |                                 |                 |
| Fuente: ProCyclingStats |                   |                                 |                 |
| Clasificación general |                   |                                 |                 |
| Ciclista | Ciclista          | Equipo                          | Tiempo          |
| 1.º | Anthony Roux      | Groupama-FDJ                    | 4 h 24 min 36 s |
| 2.º | Francesco Gavazzi | Androni Giocattoli-Sidermec     | + 2 s           |
| 3.º | Jeroen Meijers    | Roompot-Nederlandse Loterij     | + 4 s           |
| 4.º | Marco Canola      | Nippo-Vini Fantini-Europa Ovini | + 7 s           |
| 5.º | Benoît Cosnefroy  | AG2R La Mondiale                | + 9 s           |
| 6.º | Nicola Bagioli    | Nippo-Vini Fantini-Europa Ovini | + 10 s          |
| 7.º | Lilian Calmejane  | Direct Énergie                  | + 10 s          |
| 8.º | Jérémy Leveau     | Delko-Marseille Provence-KTM    | + 10 s          |
| 9.º | Michel Kreder     | Aqua Blue Sport                 | + 10 s          |
| 10.º | Nicolas Edet      | Cofidis, Solutions Crédits      | + 10 s          |

### 2.ª etapa
| Base départementale de Rouffiac - Grèzes | etapa de media montaña | (176,7 km) |

| \| Clasificación de la etapa \| Clasificación de la etapa \| Clasificación de la etapa \| Clasificación de la etapa \| Clasificación de la etapa \| \| Ciclista \| Ciclista \| Equipo \| Tiempo \| \| \| ------------------------- \| ------------------------- \| ------------------------------- \| ------------------------- \| ------------------------- \| \| 1.º \| Luca Wackermann \| Bardiani CSF \| 4 h 34 min 41 s \| \| \| 2.º \| Marco Canola \| Nippo-Vini Fantini-Europa Ovini \| + 7 s \| \| \| 3.º \| Élie Gesbert \| Fortuneo-Samsic \| + 7 s \| \| \| 4.º \| Eduard Prades \| Euskadi-Murias \| + 7 s \| \| \| 5.º \| Anthony Roux \| Groupama-FDJ \| + 7 s \| \| \| 6.º \| Francesco Gavazzi \| Androni Giocattoli-Sidermec \| + 10 s \| \| \| 7.º \| Thomas Degand \| Wanty-Groupe Gobert \| + 11 s \| \| \| 8.º \| Michel Kreder \| Aqua Blue Sport \| + 11 s \| \| \| 9.º \| Lorenzo Rota \| Bardiani CSF \| + 11 s \| \| \| 10.º \| Floris Gerts \| Roompot-Nederlandse Loterij \| + 13 s \| \| |                   |                                 |                 |
| |                   |                                 |                 |
| Fuente: ProCyclingStats |                   |                                 |                 |
| Clasificación de la etapa |                   |                                 |                 |
| Ciclista | Ciclista          | Equipo                          | Tiempo          |
| 1.º | Luca Wackermann   | Bardiani CSF                    | 4 h 34 min 41 s |
| 2.º | Marco Canola      | Nippo-Vini Fantini-Europa Ovini | + 7 s           |
| 3.º | Élie Gesbert      | Fortuneo-Samsic                 | + 7 s           |
| 4.º | Eduard Prades     | Euskadi-Murias                  | + 7 s           |
| 5.º | Anthony Roux      | Groupama-FDJ                    | + 7 s           |
| 6.º | Francesco Gavazzi | Androni Giocattoli-Sidermec     | + 10 s          |
| 7.º | Thomas Degand     | Wanty-Groupe Gobert             | + 11 s          |
| 8.º | Michel Kreder     | Aqua Blue Sport                 | + 11 s          |
| 9.º | Lorenzo Rota      | Bardiani CSF                    | + 11 s          |
| 10.º | Floris Gerts      | Roompot-Nederlandse Loterij     | + 13 s          |

| \| Clasificación general \| Clasificación general \| Clasificación general \| Clasificación general \| Clasificación general \| \| Ciclista \| Ciclista \| Equipo \| Tiempo \| \| \| --------------------- \| --------------------- \| ------------------------------- \| --------------------- \| --------------------- \| \| 1.º \| Anthony Roux \| Groupama-FDJ \| 8 h 59 min 24 s \| \| \| 2.º \| Luca Wackermann \| Bardiani CSF \| + 0 s \| \| \| 3.º \| Marco Canola \| Nippo-Vini Fantini-Europa Ovini \| + 1 s \| \| \| 4.º \| Francesco Gavazzi \| Androni Giocattoli-Sidermec \| + 5 s \| \| \| 5.º \| Eduard Prades \| Euskadi-Murias \| + 10 s \| \| \| 6.º \| Élie Gesbert \| Fortuneo-Samsic \| + 13 s \| \| \| 7.º \| Michel Kreder \| Aqua Blue Sport \| + 14 s \| \| \| 8.º \| Nicolas Edet \| Cofidis, Solutions Crédits \| + 16 s \| \| \| 9.º \| Flavien Maurelet \| Saint Michel-Auber 93 \| + 16 s \| \| \| 10.º \| Lorenzo Rota \| Bardiani CSF \| + 21 s \| \| |                   |                                 |                 |
| |                   |                                 |                 |
| Fuente: ProCyclingStats |                   |                                 |                 |
| Clasificación general |                   |                                 |                 |
| Ciclista | Ciclista          | Equipo                          | Tiempo          |
| 1.º | Anthony Roux      | Groupama-FDJ                    | 8 h 59 min 24 s |
| 2.º | Luca Wackermann   | Bardiani CSF                    | + 0 s           |
| 3.º | Marco Canola      | Nippo-Vini Fantini-Europa Ovini | + 1 s           |
| 4.º | Francesco Gavazzi | Androni Giocattoli-Sidermec     | + 5 s           |
| 5.º | Eduard Prades     | Euskadi-Murias                  | + 10 s          |
| 6.º | Élie Gesbert      | Fortuneo-Samsic                 | + 13 s          |
| 7.º | Michel Kreder     | Aqua Blue Sport                 | + 14 s          |
| 8.º | Nicolas Edet      | Cofidis, Solutions Crédits      | + 16 s          |
| 9.º | Flavien Maurelet  | Saint Michel-Auber 93           | + 16 s          |
| 10.º | Lorenzo Rota      | Bardiani CSF                    | + 21 s          |

### 3.ª etapa
| Égletons - Uzerche | etapa de media montaña | (190,1 km) |

| \| Clasificación de la etapa \| Clasificación de la etapa \| Clasificación de la etapa \| Clasificación de la etapa \| Clasificación de la etapa \| \| Ciclista \| Ciclista \| Equipo \| Tiempo \| \| \| ------------------------- \| ------------------------- \| ---------------------------- \| ------------------------- \| ------------------------- \| \| 1.º \| Nicolas Edet \| Cofidis, Solutions Crédits \| 4 h 45 min 58 s \| \| \| 2.º \| Davide Ballerini \| Androni Giocattoli-Sidermec \| + 0 s \| \| \| 3.º \| Fabien Grellier \| Direct Énergie \| + 0 s \| \| \| 4.º \| Alexandre Geniez \| AG2R La Mondiale \| + 0 s \| \| \| 5.º \| Lilian Calmejane \| Direct Énergie \| + 0 s \| \| \| 6.º \| Thomas Degand \| Wanty-Groupe Gobert \| + 0 s \| \| \| 7.º \| Romain Combaud \| Delko-Marseille Provence-KTM \| + 7 s \| \| \| 8.º \| Benoît Cosnefroy \| AG2R La Mondiale \| + 15 s \| \| \| 9.º \| Francesco Gavazzi \| Androni Giocattoli-Sidermec \| + 17 s \| \| \| 10.º \| Élie Gesbert \| Fortuneo-Samsic \| + 17 s \| \| |                   |                              |                 |
| |                   |                              |                 |
| Fuente: ProCyclingStats |                   |                              |                 |
| Clasificación de la etapa |                   |                              |                 |
| Ciclista | Ciclista          | Equipo                       | Tiempo          |
| 1.º | Nicolas Edet      | Cofidis, Solutions Crédits   | 4 h 45 min 58 s |
| 2.º | Davide Ballerini  | Androni Giocattoli-Sidermec  | + 0 s           |
| 3.º | Fabien Grellier   | Direct Énergie               | + 0 s           |
| 4.º | Alexandre Geniez  | AG2R La Mondiale             | + 0 s           |
| 5.º | Lilian Calmejane  | Direct Énergie               | + 0 s           |
| 6.º | Thomas Degand     | Wanty-Groupe Gobert          | + 0 s           |
| 7.º | Romain Combaud    | Delko-Marseille Provence-KTM | + 7 s           |
| 8.º | Benoît Cosnefroy  | AG2R La Mondiale             | + 15 s          |
| 9.º | Francesco Gavazzi | Androni Giocattoli-Sidermec  | + 17 s          |
| 10.º | Élie Gesbert      | Fortuneo-Samsic              | + 17 s          |

| \| Clasificación general \| Clasificación general \| Clasificación general \| Clasificación general \| Clasificación general \| \| Ciclista \| Ciclista \| Equipo \| Tiempo \| \| \| --------------------- \| --------------------- \| ------------------------------- \| --------------------- \| --------------------- \| \| 1.º \| Nicolas Edet \| Cofidis, Solutions Crédits \| 13 h 45 min 27 s \| \| \| 2.º \| Marco Canola \| Nippo-Vini Fantini-Europa Ovini \| + 10 s \| \| \| 3.º \| Anthony Roux \| Groupama-FDJ \| + 12 s \| \| \| 4.º \| Luca Wackermann \| Bardiani CSF \| + 12 s \| \| \| 5.º \| Francesco Gavazzi \| Androni Giocattoli-Sidermec \| + 15 s \| \| \| 6.º \| Thomas Degand \| Wanty-Groupe Gobert \| + 16 s \| \| \| 7.º \| Romain Combaud \| Delko-Marseille Provence-KTM \| + 19 s \| \| \| 8.º \| Lilian Calmejane \| Direct Énergie \| + 20 s \| \| \| 9.º \| Eduard Prades \| Euskadi-Murias \| + 22 s \| \| \| 10.º \| Élie Gesbert \| Fortuneo-Samsic \| + 25 s \| \| |                   |                                 |                  |
| |                   |                                 |                  |
| Fuente: ProCyclingStats |                   |                                 |                  |
| Clasificación general |                   |                                 |                  |
| Ciclista | Ciclista          | Equipo                          | Tiempo           |
| 1.º | Nicolas Edet      | Cofidis, Solutions Crédits      | 13 h 45 min 27 s |
| 2.º | Marco Canola      | Nippo-Vini Fantini-Europa Ovini | + 10 s           |
| 3.º | Anthony Roux      | Groupama-FDJ                    | + 12 s           |
| 4.º | Luca Wackermann   | Bardiani CSF                    | + 12 s           |
| 5.º | Francesco Gavazzi | Androni Giocattoli-Sidermec     | + 15 s           |
| 6.º | Thomas Degand     | Wanty-Groupe Gobert             | + 16 s           |
| 7.º | Romain Combaud    | Delko-Marseille Provence-KTM    | + 19 s           |
| 8.º | Lilian Calmejane  | Direct Énergie                  | + 20 s           |
| 9.º | Eduard Prades     | Euskadi-Murias                  | + 22 s           |
| 10.º | Élie Gesbert      | Fortuneo-Samsic                 | + 25 s           |

### 4.ª etapa
| Bellac - Limoges | etapa escarpada | (162,6 km) |

| \| Clasificación de la etapa \| Clasificación de la etapa \| Clasificación de la etapa \| Clasificación de la etapa \| Clasificación de la etapa \| \| Ciclista \| Ciclista \| Equipo \| Tiempo \| \| \| ------------------------- \| ------------------------- \| ------------------------------- \| ------------------------- \| ------------------------- \| \| 1.º \| Lorrenzo Manzin \| Vital Concept \| 3 h 50 min 45 s \| \| \| 2.º \| Marco Canola \| Nippo-Vini Fantini-Europa Ovini \| + 0 s \| \| \| 3.º \| Anthony Roux \| Groupama-FDJ \| + 0 s \| \| \| 4.º \| Francesco Gavazzi \| Androni Giocattoli-Sidermec \| + 0 s \| \| \| 5.º \| Aaron Gate \| Aqua Blue Sport \| + 0 s \| \| \| 6.º \| Jeroen Meijers \| Roompot-Nederlandse Loterij \| + 0 s \| \| \| 7.º \| Thomas Degand \| Wanty-Groupe Gobert \| + 0 s \| \| \| 8.º \| Nicolas Edet \| Cofidis, Solutions Crédits \| + 0 s \| \| \| 9.º \| Eduard Prades \| Euskadi-Murias \| + 0 s \| \| \| 10.º \| Gonzalo Serrano Rodríguez \| Caja Rural-Seguros RGA \| + 0 s \| \| |                           |                                 |                 |
| |                           |                                 |                 |
| Fuente: ProCyclingStats |                           |                                 |                 |
| Clasificación de la etapa |                           |                                 |                 |
| Ciclista | Ciclista                  | Equipo                          | Tiempo          |
| 1.º | Lorrenzo Manzin           | Vital Concept                   | 3 h 50 min 45 s |
| 2.º | Marco Canola              | Nippo-Vini Fantini-Europa Ovini | + 0 s           |
| 3.º | Anthony Roux              | Groupama-FDJ                    | + 0 s           |
| 4.º | Francesco Gavazzi         | Androni Giocattoli-Sidermec     | + 0 s           |
| 5.º | Aaron Gate                | Aqua Blue Sport                 | + 0 s           |
| 6.º | Jeroen Meijers            | Roompot-Nederlandse Loterij     | + 0 s           |
| 7.º | Thomas Degand             | Wanty-Groupe Gobert             | + 0 s           |
| 8.º | Nicolas Edet              | Cofidis, Solutions Crédits      | + 0 s           |
| 9.º | Eduard Prades             | Euskadi-Murias                  | + 0 s           |
| 10.º | Gonzalo Serrano Rodríguez | Caja Rural-Seguros RGA          | + 0 s           |

## Clasificaciones finales
Las clasificaciones finalizaron de la siguiente forma:

### Clasificación general
| \| Clasificación general \| Clasificación general \| Clasificación general \| Clasificación general \| Clasificación general \| \| Ciclista \| Ciclista \| Equipo \| Tiempo \| \| \| --------------------- \| --------------------- \| ------------------------------- \| --------------------- \| --------------------- \| \| 1.º \| Nicolas Edet \| Cofidis, Solutions Crédits \| 17 h 36 min 12 s \| \| \| 2.º \| Marco Canola \| Nippo-Vini Fantini-Europa Ovini \| + 4 s \| \| \| 3.º \| Anthony Roux \| Groupama-FDJ \| + 8 s \| \| \| 4.º \| Luca Wackermann \| Bardiani CSF \| + 12 s \| \| \| 5.º \| Francesco Gavazzi \| Androni Giocattoli-Sidermec \| + 15 s \| \| \| 6.º \| Thomas Degand \| Wanty-Groupe Gobert \| + 16 s \| \| \| 7.º \| Romain Combaud \| Delko-Marseille Provence-KTM \| + 19 s \| \| \| 8.º \| Lilian Calmejane \| Direct Énergie \| + 20 s \| \| \| 9.º \| Eduard Prades \| Euskadi-Murias \| + 22 s \| \| \| 10.º \| Élie Gesbert \| Fortuneo-Samsic \| + 25 s \| \| |                   |                                 |                  |
| |                   |                                 |                  |
| Fuente: ProCyclingStats |                   |                                 |                  |
| Clasificación general |                   |                                 |                  |
| Ciclista | Ciclista          | Equipo                          | Tiempo           |
| 1.º | Nicolas Edet      | Cofidis, Solutions Crédits      | 17 h 36 min 12 s |
| 2.º | Marco Canola      | Nippo-Vini Fantini-Europa Ovini | + 4 s            |
| 3.º | Anthony Roux      | Groupama-FDJ                    | + 8 s            |
| 4.º | Luca Wackermann   | Bardiani CSF                    | + 12 s           |
| 5.º | Francesco Gavazzi | Androni Giocattoli-Sidermec     | + 15 s           |
| 6.º | Thomas Degand     | Wanty-Groupe Gobert             | + 16 s           |
| 7.º | Romain Combaud    | Delko-Marseille Provence-KTM    | + 19 s           |
| 8.º | Lilian Calmejane  | Direct Énergie                  | + 20 s           |
| 9.º | Eduard Prades     | Euskadi-Murias                  | + 22 s           |
| 10.º | Élie Gesbert      | Fortuneo-Samsic                 | + 25 s           |

### Clasificación por puntos
| Clasificación por puntos | Clasificación por puntos | Clasificación por puntos        | Clasificación por puntos | Clasificación por puntos |
| Ciclista                 | Ciclista                 | Equipo                          | Puntos                   |                          |
| ------------------------ | ------------------------ | ------------------------------- | ------------------------ | ------------------------ |
| 1.º                      | Romain Sicard            | Direct Énergie                  | 9 pts                    |                          |
| 2.º                      | Pierre Gouault           | Saint Michel-Auber 93           | 9 pts                    |                          |
| 3.º                      | Marco Canola             | Nippo-Vini Fantini-Europa Ovini | 6 pts                    |                          |
| 4.º                      | Anthony Perez            | Cofidis, Solutions Crédits      | 6 pts                    |                          |
| 5.º                      | Romain Combaud           | Delko-Marseille Provence-KTM    | 6 pts                    |                          |
| 6.º                      | Ángel Madrazo            | Delko-Marseille Provence-KTM    | 5 pts                    |                          |
| 7.º                      | Julien Trarieux          | Delko-Marseille Provence-KTM    | 4 pts                    |                          |
| 8.º                      | Simone Sterbini          | Bardiani CSF                    | 4 pts                    |                          |
| 9.º                      | Francesco Gavazzi        | Androni Giocattoli-Sidermec     | 4 pts                    |                          |
| 10.º                     | Perrig Quéméneur         | Direct Énergie                  | 4 pts                    |                          |

### Clasificación de la montaña
| Clasificación de la montaña | Clasificación de la montaña | Clasificación de la montaña  | Clasificación de la montaña | Clasificación de la montaña |
| Ciclista                    | Ciclista                    | Equipo                       | Puntos                      |                             |
| --------------------------- | --------------------------- | ---------------------------- | --------------------------- | --------------------------- |
| 1.º                         | Jérémy Cabot                | Roubaix Lille Métropole      | 20 pts                      |                             |
| 2.º                         | Ángel Madrazo               | Delko-Marseille Provence-KTM | 20 pts                      |                             |
| 3.º                         | Pierre Gouault              | Saint Michel-Auber 93        | 10 pts                      |                             |
| 4.º                         | Martijn Budding             | Roompot-Nederlandse Loterij  | 10 pts                      |                             |
| 5.º                         | Romain Combaud              | Delko-Marseille Provence-KTM | 8 pts                       |                             |
| 6.º                         | Alexandre Geniez            | AG2R La Mondiale             | 7 pts                       |                             |
| 7.º                         | Dani Navarro                | Cofidis, Solutions Crédits   | 6 pts                       |                             |
| 8.º                         | Perrig Quéméneur            | Direct Énergie               | 6 pts                       |                             |
| 9.º                         | Julien Trarieux             | Delko-Marseille Provence-KTM | 6 pts                       |                             |
| 10.º                        | Lilian Calmejane            | Direct Énergie               | 4 pts                       |                             |

### Clasificación de los jóvenes
| Clasificación del mejor joven | Clasificación del mejor joven | Clasificación del mejor joven | Clasificación del mejor joven | Clasificación del mejor joven |
| Ciclista                      | Ciclista                      | Equipo                        | Tiempo                        |                               |
| ----------------------------- | ----------------------------- | ----------------------------- | ----------------------------- | ----------------------------- |
| 1.º                           | Élie Gesbert                  | Fortuneo-Samsic               | 17 h 36 min 37 s              |                               |
| 2.º                           | Lorenzo Rota                  | Bardiani CSF                  | + 8 s                         |                               |
| 3.º                           | Miguel Flórez López           | Wilier Triestina-Selle Italia | + 10 s                        |                               |
| 4.º                           | Jeroen Meijers                | Roompot-Nederlandse Loterij   | + 38 s                        |                               |
| 5.º                           | Lucas De Rossi                | Delko-Marseille Provence-KTM  | + 1 min 09 s                  |                               |
| 6.º                           | Ildar Arslanov                | Gazprom-RusVelo               | + 1 min 10 s                  |                               |
| 7.º                           | Tanguy Turgis                 | Vital Concept                 | + 5 min 16 s                  |                               |
| 8.º                           | Giovanni Carboni              | Bardiani CSF                  | + 7 min 22 s                  |                               |
| 9.º                           | Benoît Cosnefroy              | AG2R La Mondiale              | + 7 min 26 s                  |                               |
| 10.º                          | Julen Amezqueta               | Caja Rural-Seguros RGA        | + 7 min 31 s                  |                               |

### Clasificación por equipos
| Clasificación por equipos | Clasificación por equipos     | Clasificación por equipos | Clasificación por equipos |
| Equipo                    | Equipo                        | Tiempo                    |                           |
| ------------------------- | ----------------------------- | ------------------------- | ------------------------- |
| 1.º                       | Wanty-Groupe Gobert           | 52 h 50 min 11 s          |                           |
| 2.º                       | Bardiani CSF                  | + 8 s                     |                           |
| 3.º                       | Roompot-Nederlandse Loterij   | + 1 min 21 s              |                           |
| 4.º                       | Aqua Blue Sport               | + 2 min 28 s              |                           |
| 5.º                       | AG2R La Mondiale              | + 3 min 45 s              |                           |
| 6.º                       | Cofidis, Solutions Crédits    | + 6 min 13 s              |                           |
| 7.º                       | Direct Énergie                | + 7 min 35 s              |                           |
| 8.º                       | Delko-Marseille Provence-KTM  | + 8 min 13 s              |                           |
| 9.º                       | Fortuneo-Samsic               | + 10 min 35 s             |                           |
| 10.º                      | Euskadi Basque Country-Murias | + 13 min 30 s             |                           |

## Evolución de las clasificaciones
| Etapa                   | Vencedor                | Clasificación general | Clasificación por puntos | Clasificación de la montaña | Clasificación de los jóvenes | Clasificación por equipos |
| ----------------------- | ----------------------- | --------------------- | ------------------------ | --------------------------- | ---------------------------- | ------------------------- |
| 1.ª                     | Anthony Roux            | Anthony Roux          | Anthony Perez            | Ángel Madrazo               | Jeroen Meijers               | Direct Énergie            |
| 2.ª                     | Luca Wackermann         | Anthony Roux          | Pierre Gouault           | Pierre Gouault              | Élie Gesbert                 | Bardiani-CSF              |
| 3.ª                     | Nicolas Edet            | Nicolas Edet          | Pierre Gouault           | Jérémy Cabot                | Élie Gesbert                 | Wanty-Groupe Gobert       |
| 4.ª                     | Lorrenzo Manzin         | Nicolas Edet          | Romain Sicard            | Jérémy Cabot                | Élie Gesbert                 | Wanty-Groupe Gobert       |
| Clasificaciones finales | Clasificaciones finales | Nicolas Edet          | Romain Sicard            | Jérémy Cabot                | Élie Gesbert                 | Wanty-Groupe Gobert       |

## UCI World Ranking
El Tour de Limousin otorga puntos para el UCI Europe Tour 2018 y el UCI World Ranking, este último para corredores de los equipos en las categorías UCI WorldTeam, Profesional Continental y Equipos Continentales. Las siguientes tablas muestran el baremo de puntuación y los 10 corredores que obtuvieron más puntos:
| Posición              | 1.º | 2.º | 3.º | 4.º | 5.º | 6.º | 7.º | 8.º | 9.º | 10.º | 11.º | 12.º | 13.º-15.º | 16.º-25.º |
| Clasificación general | 125 | 85  | 70  | 60  | 50  | 40  | 35  | 30  | 25  | 20   | 15   | 10   | 5         | 3         |
| Por etapa             | 14  | 5   | 3   |     |     |     |     |     |     |      |      |      |           |           |
| Líder                 | 3   |     |     |     |     |     |     |     |     |      |      |      |           |           |

| Clasificación | Clasificación     | Clasificación                   | Clasificación | Clasificación | Clasificación | Clasificación |
| Posición      | Ciclista          | Equipo                          | General       | Etapa         | Líder         | Total         |
| ------------- | ----------------- | ------------------------------- | ------------- | ------------- | ------------- | ------------- |
| 1.º           | Nicolas Edet      | Cofidis, Solutions Crédits      | 125           | 14            | 3             | 142           |
| 2.º           | Marco Canola      | Nippo-Vini Fantini-Europa Ovini | 85            | 10            | -             | 95            |
| 3.º           | Anthony Roux      | Groupama-FDJ                    | 70            | 17            | 6             | 93            |
| 4.º           | Luca Wackermann   | Bardiani-CSF                    | 60            | 14            | -             | 74            |
| 5.º           | Francesco Gavazzi | Androni Giocattoli-Sidermec     | 50            | 5             | -             | 55            |
| 6.º           | Thomas Degand     | Wanty-Groupe Gobert             | 40            | -             | -             | 40            |
| 7.º           | Romain Combaud    | Delko Marseille Provence KTM    | 35            | -             | -             | 35            |
| 8.º           | Lilian Calmejane  | Direct Énergie                  | 30            | -             | -             | 30            |
| 9.º           | Eduard Prades     | Euskadi Basque Country-Murias   | 25            | -             | -             | 25            |
| 10.º          | Élie Gesbert      | Fortuneo-Samsic                 | 20            | 3             | -             | 23            |